# 比塔
比塔，是西班牙卡斯蒂利亚-莱昂阿维拉省的一个市镇。总面积17平方公里，总人口111人（2001年），人口密度7人/平方公里。